# Fiódorovskaya (Krasnodar)
Fiódorovskaya (del ruso: Фёдоровская) es una stanitsa del raión de Abinsk del krai de Krasnodar en el sur de Rusia. Está situada en la orilla izquierda del río Kubán, 34 km al nordeste de Abinsk y 44 km al oeste de Krasnodar, la capital del krai. Tenía 2 081 habitantes en 2010.
Es cabeza del municipio Fiódorovskoye, al que pertenecen asimismo Vasilevski, Yekaterínovski, Kosóvichi, Pokrovski y Sverdlovski.

## Historia
La localidad fue fundada en 1894. Ese mismo año se formó con centro en la stanitsa un volost del óblast de Kubán, con el nombre Koleno. Su nombre cambió en homenaje a Fiódor Ilich Korovianski, que donó una suma importante de dinero para la construcción del asentamiento y su iglesia.